# Port.hu
PORT.hu – węgierski tematyczny portal internetowy, poświęcony kulturze na Węgrzech. Celem inicjatywy jest gromadzenie oraz udostępnianie informacji o telewizji, kinie, teatrze, festiwalach, wystawach, koncertach i wydarzeniach sportowych.
Projekt został zapoczątkowany w 1995 roku. W ciągu miesiąca serwis odnotowuje ponad 5 mln wizyt (stan na 2020 rok).